# ファミコン探偵倶楽部 笑み男
『ファミコン探偵倶楽部 笑み男』（ファミコンたんていくらぶ えみお、英題: Famicom Detective Club - The Smiling Man）は、任天堂から発売されたNintendo Switch用アドベンチャーゲーム。ファミコン探偵倶楽部シリーズの4作目。2024年8月29日に発売された。『消えた後継者』から2年後の世界から物語が展開されていく。

## 概要
本作に関してはジャンルが旧3作とは異なり「推理アドベンチャー」ではなく、「インタラクティブドラマ」としている（詳細は後述）。
1作目の「呪い」、2作目の「心霊現象」に続き、本作のテーマは「都市伝説」となっている。舞台設定は「90年代前半」だが、携帯電話が登場する。
「事前合同調査」として、発売日前に3日間に渡って体験版が配信された。

## 制作
前作にあたるSwitch版リメイク『消えた後継者・うしろに立つ少女』開発時には新作を制作することは決まっておらず、シナリオを担当するプロデューサーの坂本も「もう新作は書けへん」と宣言していたが、リメイクの質が良かったことから新しいものを書くモチベーションが生まれたという。書けなかった詳細な理由としては、「現実に起きている凄惨な事件を知ると、それを題材にしたものをゲームにして良いのか」という抵抗感があったからだという。その点を乗り越えて今作のシナリオを手掛けたのは、先のリメイク版開発によって進歩したビジュアルとフルボイスの表現力に触れ、これを使い「自分が伝えたい本当のテーマに向き合おうと決めた」為と語っている。
アシスタントプロデューサーの宮地は最近のアニメや漫画が好きで、坂本の足りない部分を補ってくれたといい、登場人物の名前や出来事を坂本が宮地にオーダーする形でストーリーを決めていった。
本編である『ファミコン探偵倶楽部 笑み男』をクリアすると『ファミコン探偵倶楽部 ミノル』が遊べるようになり、本編では最後まで詳細不明のままだった重要人物、都筑実の人物像と背景について語られる。内容は、都筑について調査した空木の聞き込みと、その結果を主人公に語り聞かせ問う形式に加えて、アニメーションムービーで明かされる方式である。これは『ミノル』がいつものファミコン探偵倶楽部の目線では語ることが出来ないという理由からアニメでの制作になった。また、『ミノル』をクリアすると『笑み男』と『ミノル』のロゴが合体し笑顔のような形状に変化している。

### 賛否両論・インタラクティブドラマ
発売前のPVでは坂本が「結末は人によっては賛否が分かれるかもしれません」と述べている。この言葉の真意を坂本は当初「"キツいめのストーリー"に込めたメッセージを受け入れられるか否か」という意味で問うていたが、実際の反響は「これまでの『ファミコン探偵倶楽部』と違う」という意味で捉えられており、現在もその論調が主流であると明かした。この点について坂本は「ファミコン探偵倶楽部は初期2作の時から映画やドラマの世界にインタラクトして解き進めていくゲーム（インタラクティブドラマ）であった」と明かし、構造的にはプレイヤーは主人公が集めてきた情報を基に、プレイヤー自身が推理して最終的な真相と答え合わせを物語として愉しんでもらう、というスタイルであったとのこと。
なお「『ファミコン探偵倶楽部』にとって謎解きは要素の一つ」でしかなく「巧みなトリックを解いて、この人が犯人だと当てるゲームではない」といった説明は、リメイク版開発者にも共有されていたと明かしていたとのこと。正確には各キャラクターごとの人物像と、彼らがどの様に生活し、考え、事件に対して向き合っているかを伝えるのが主の内容であるとしている。
ゲームの難易度設定は、極力プレイヤーが自力で結末に辿り着ける事を意識して、選択肢の複雑化は避けて簡略化した事も明かしており、ファミコン時代の調整は現代のゲームには即していないと考えたための調整である。
また、今作では3人の操作キャラクター以外にもう一つプレイヤーの視点の存在も強めており、主人公達が共有出来ていない情報もプレイヤーは知る事が出来る点は過去2作とは明確な変更点であるとしている。

## あらすじ
ある日、香福市（こうふくし）の人気のない排水ポンプ場で、佐々木英介という中学生の遺体が発見される。彼の遺体には、笑顔が描かれた紙袋が被せられていた。
その姿は、18年前に同市で起きた「連続少女殺人事件」の被害者と同じであった。
主人公は、調査をするうちに佐々木英介殺人事件の担当刑事の兄が18年前に失踪し、さらに事件に関係していたとみられる男が自宅に大量の血痕を残して行方不明になった事実を知る。
また、泣いている女の子の前に現れる笑顔の紙袋を被った「笑み男」という都市伝説との関連性は…。
恐ろしくも悲しい事件に、主人公とあゆみは引き込まれていくこととなる。

## 登場人物

### 空木探偵事務所
主人公
声 - 緒方恵美
探偵助手。『笑み男』開始時点では19歳。
鋭い洞察力と勘の良さを持っており、あゆみと協力して事件の真相に迫る。
橘 あゆみ（たちばな あゆみ）
声 - 皆口裕子
探偵助手。『笑み男』開始時点では19歳。
今作では『消えた後継者』同様、主人公と分担して調査を進める。
空木 俊介（うつぎ しゅんすけ）
声 - 各務立基
所長。『笑み男』開始時点では40歳。
香福警察署の鎌田警部から依頼を受けて調査を開始する。
18年前の「連続少女殺人事件」の調査も行っていたとみられる。
『ファミコン探偵倶楽部 ミノル』では都筑実の故郷に赴き、実を深く知る人物への聞き込みという形でプレイヤーキャラクターになる。

### 香福警察署
鎌田 公晴（かまだ きみはる）
声 - 大塚芳忠
階級は警部。久瀬と神原の上司。
佐々木英介の事件を担当する。
空木とは旧知の仲であり、その助手である主人公にも快く協力してくれる。
『消えた後継者』の熊田先生および『うしろに立つ少女』の駒田先生に風貌がそっくりである。
久瀬 純子（くぜ じゅんこ）
声 - 白石涼子
刑事であるが、階級は不明。神原の上司。
真面目で正義感が強く、自分を含めて他人にも厳しく接するが、何かに怯える森本めぐみに優しく声をかけたり、バス停で途方に暮れていた主人公にタクシーを呼ぶなど優しい一面も見られる。
幼少期に紙袋を被った男に襲われており、純子の悲鳴を聞いて駆け付けた誠によって救助されている。
神原 大輔（かみはら だいすけ）
声 - KENN
刑事であるが、階級は不明。久瀬の部下。
チャラチャラしていて掴みどころがないように見えるが、根は真面目。
主人公を「探偵くん」と呼び、何かと協力してくれる。
婦警
声 - 沢樹ゆうは
香福警察署に勤務する女性警察官。青い眼鏡がトレードマーク。
『うしろに立つ少女』でも登場し、その後香福警察署に異動になった。

### 南第三中学校
佐々木 英介（ささき えいすけ）
声 - 斉藤壮馬
排水ポンプ場で死亡。死因は絞殺による窒息死。
笑顔が描かれた紙袋を頭に被った状態で発見される。
福山 翼（ふくやま つばさ）
声 - 小野友樹
23歳の新米教師。あゆみの中学時代の薙刀部の先輩。
生徒を一番に思うあまり、空回りな行動に走ってしまうことも。
森本 めぐみ（もりもと めぐみ）
声 - 大橋彩香
英介の幼馴染。よく英介と康平の三人で遊んでいた。
英介が死亡した翌日から学校を休んでいる。
事件現場のポンプ場に赴いた際、紙袋を被った男に遭遇するが、生徒を捜し求める福山の叫び声が聞こえたことにより紙袋の男はその場から逃走、凶行を回避した。
森本 ひろみ（もりもと ひろみ）
声 - 沢城みゆき
森本 めぐみの母。佐々木 英介の母親と仲が良く、娘のめぐみも英介の死後引きこもってしまったため、どう接するか迷っている。
滝口 康平（たきぐち こうへい）
声 - 重松千晴
英介の親友。
英介が死亡し、ひどく動揺している。
生徒A、生徒B、生徒C
声 - 堀江瞬、古賀英里奈、小原好美
南第三中学校の生徒。あゆみや主人公から聞き込みをされる。

### 18年前の事件関係者
橋爪 綾香
声 - 悠木碧
連続少女殺人事件の1人目の被害者。
帰宅後、紙袋を被った男が父親を絞殺している現場に鉢合わせてしまう。
直後、逃げ出そうとしているところを捕まり、殺害され浜辺に遺棄される。享年17歳。
高木 幸子
連続少女殺人事件の2人目の被害者。
夜間に1人で泣いていたところを紙袋の男に襲われる。享年15歳。
井上 美香
連続少女殺人事件の3人目の被害者。
夜間に公園で泣いていたところを紙袋の男に襲われる。享年17歳。
橋爪 学
橋爪綾香の父。
綾香が殺された同日に紙袋の男に殺害され、遺体ごと自宅を放火される。享年46歳。
都筑 実（つづき みのる）
声 - 高橋広樹
「連続少女殺人事件」の最初の被害者、橋爪 綾香と仲が良かったとされる。
亀松町にある轟モータースで2年間働いていたが、突然退職し行方をくらます。
住んでいたアパートの部屋に大量の血痕が残されており、現在まで行方不明。
18年前の連続殺人犯『笑み男』の正体であり、父（声-唐仁原正幸）の虐待で妹の笑実子が死亡したことから父を殺害。少年院から出所後は「えみこをむかえにいく」と教官(声-蓮岳大)に告げ、泣いてる女の子を見つけ次第殺害するようになる。
都筑 笑実子（つづき えみこ）
声- 桜井しおん
都筑実の妹。実ともども父から虐待されており、家出しようとしたところを荷物を父に溜池に捨てられ、拾おうとしたところ溺死する。
轟社長、轟婦人
声 - 田渕将平、須部和佳奈
都筑実が働いていた「轟モータース」の社長とその妻。面倒見が良く、退職する都筑を快く見送る。
久瀬 誠（くぜ まこと）
声 - 阿座上洋平
久瀬純子の兄。18年前に失踪する。
誠が失踪した直後、何故か「連続少女殺人事件」は鳴りを潜めることになった。
久瀬 よし江（くぜ よしえ）
声 - 定岡小百合
久瀬純子と誠の祖母。
現在は老人ホーム「リラクス紫子村」で暮らしている。
笑子（しょうこ）ママ
声 - 上田瞳
香福駅近くにあるスナックを経営するママ。30代半ば。
過去の経験から警察を嫌っている。
18年前に『笑み男』に遭遇していたが、その際、紙袋を被った男の姿を見て笑ったことにより襲われずに済んだ。

### その他
近隣住民A、近隣住民B
声 - 田代哲哉、中臣真菜
かつての都筑 実とその家族を知る人物で、空木に聞き込みをされた。実の凶行に気づくことが出来ず現在も後悔している。
タクシーの運転手
声 - 花江夏樹
ストーリーの序盤で、主人公を駅まで送る。
佐々木英介が殺害されたとされる日の晩、ポンプ場の側にオートバイが停まっていたと証言する。
河合 ひとみ（かわい ひとみ）
声 - 小山力也
『うしろに立つ少女』に登場した、あゆみの同級生。
「ひとみ」という名前だが、男性である。
現在は『うしろに立つ少女』に登場したスナック「サンボラ」で働いている。
声のみの出演で、ストーリーの進行には関係しない。
通りがかりのおじいさん
声 - 鈴木コウタ
都筑実が住んでいたアパート付近で主人公に話しかけてきたおじいさん。
認知症を患っているようで要領を得ない発言が多いが、時折「血まみれの覆面の男」など気になる発言をする。
道路工事の作業員
声 - 銀河万丈
亀松町で道路工事をしていた作業員。
主人公が持っている久瀬誠の似顔絵を都筑実であると発言した。
送迎ドライバー
声 - 山口正秀
工事作業員を自動車で送迎する担当者。
久瀬誠に関する重要な証言を残す。

## 用語
笑み男（えみお）
『笑み男』と呼ばれる都市伝説に登場する謎の人物。
頭に笑顔が描かれた紙袋を被り、泣いている女の子の前に現れる。「永遠の笑顔をあげる」と言い女の子を殺害した後、女の子に同じような紙袋を被せて立ち去るとされている。
笑み男が現れた際、笑ったりおまじないを唱えると笑み男が消えるという噂も存在する。
紫子村（ゆかりこむら）
山のふもとにある村。
久瀬一家が暮らしていた家や、よし江が入居している「リラクス紫子村」がある。
入雲村（いるもむら）
山陰地方にある小さな村。
30年前、『笑み男』の起源とされる事件が起こったとされる。
轟モータース（とどろきモータース）
都筑実が働いていた自動車整備工場。亀松町にある。